# 플레이웨어즈
플레이웨어즈(PLAYWARES)는 대한민국의 컴퓨터 하드웨어 정보를 전문으로 다루는 웹사이트이다. 줄여서 플웨즈라고도 한다. 운영자는 사이트 내에서 '플웨즈'라는 닉네임으로 활동한다.

## 요약
현재의 플레이웨어즈는 두 번의 리뉴얼을 거쳐 컴퓨터 벤치마크 및 게임 정보, 그리고 DSLR 정보를 공유하는 웹사이트로 발전하였다.
회원들을 위한 커뮤니티 서비스를 제공하고 있으며, 이 서비스를 이용해 정보 공유 등을 하는 사람을 '플웨즌'이라고 한다.
다른 동종의 웹사이트와는 다르게 게임 카테고리가 활성화되어, 게임에 관련된 정보가 제공되고 있다.

## 사이트만의 특색
- 공동구매, 기부판매를 활성화하여, 시중가보다 싼 가격의 물건을 구입/판매를 자유롭게 할 수 있도록 구성되어 있음.

- 주고받기 게시판에서 방출, 릴레이방출 등을 통하여 회원들에게 무료로 자신의 물품들을 나누기도 함.

- 릴레이 기부판매를 통해 기부활동을 하고 있음.

## 논란
최근에 플레이 웨어즈 PC-AUDIO 게시판 (피오당이라고 불리기도 한다.)
SATA 인터페이스 케이블의 선재에 따른 음질변화가 있다고 주장하는 일이 있었다.
현재 논란이 되었던 PC-AUDIO 게시판은 플레이웨어즈 운영자에 의해 게시판이 폐쇄되었다.